# 梅爾尼克

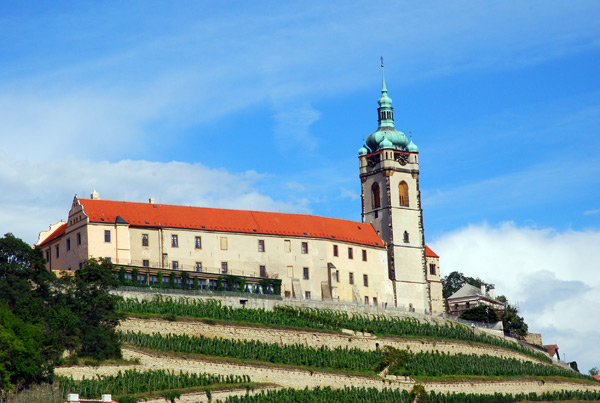

梅爾尼克（捷克語：Mělník）是捷克的城鎮，位於該國北部，距離首都布拉格約35公里，面積24.97平方公里，海拔高度215米，鎮上建於十六世紀的城堡在十七世紀重建，2012年人口19,532。

## 外部連結
- Melnik2000.cz （页面存档备份，存于）
- Municipal website (in Czech)
- Map of Mělník